# Leopold Levy
Leopold Levy (ur. 27 sierpnia 1870 w Inowrocławiu, zm. 15 września 1939 tamże) – polski polityk, działacz samorządowy, przedsiębiorca i prawnik żydowskiego pochodzenia.

## Życiorys
Leopold Levy urodził się jako syn Juliusa Levy'ego i Ewy Rebeki Tykociner. Ukończył studia prawnicze uzyskując tytuł doktora. W 1902 po śmierci ojca przejął interesy (kamieniołomy, fabryka wapna). Posiadał udziały Cukrowni Wierzchosławice SA, wielu gorzelni i kilku banków, zasiadał w zarządzie Cukrowni Kruszwica SA. W latach 1911–1918 był posłem do Pruskiej Izby Deputowanych z ramienia Partii Narodowo-Liberalnej w okręgu Inowrocław-Strzelno. W czasie I wojny światowej służył w stopniu majora w armii Cesarstwa Niemieckiego.
Levy zasiadał w Radzie Miejskiej Inowrocławia do 1925, a przez pewien czas był przewodniczącym Rady Miejskiej. Członek Rady Powiatu Inowrocław oraz Rady Prowincjonalnej Poznania (Posenser Provinziallandtag). Poza tym należał do Bydgoskiej Izby Handlowej. Levy był członkiem i założycielem wielu niemieckich organizacji zawodowych, gospodarczych i kulturalnych. Działał też w masonerii. Został zastrzelony przez Niemców we wrześniu 1939 roku, prawdopodobnie na ul. Solankowej w pobliżu synagogi), pochowany na cmentarzu Zwiastowania NMP w Inowrocławiu.